# الانتخابات التشريعية التركية 2002
تم اجراء الانتخابات العامة في تركيا في 3 نوفمبر 2002 بعد انهيار حزب اليسار الديمقراطي - حزب الحركة القومية - تحالف حزب الوطن الأم بقيادة بولنت أجاويد. كان جميع أعضاء الجمعية الوطنية الكبرى البالغ عددهم 550 مرشحًا للانتخاب. جرت الانتخابات خلال الأزمة الاقتصادية المستمرة في تركيا التي أعقبت الانهيار المالي في تركيا عام 2001، مما أدى إلى استياء  من الحكومات الائتلافية التي قادت البلاد منذ الانقلاب العسكري عام 1980.
حقق الحزب الجديد تحت اسم العدالة والتنمية وحزب الشعب الجمهوري بينهما مكاسب هائلة، حيث فازا بنسبة 98.36% من المقاعد بينهما. نتيجة لذلك، انتقلت الجمهورية التركية من البرلمان متعدد الأحزاب في ظل حكومة ائتلافية تشكلت بعد انتخابات 1999 إلى برلمان من حزبين تحكمه حكومة حزب العدالة والتنمية. لم يفز أي حزب آخر بأي مقاعد وانتخب تسعة مستقلين فقط في البرلمان.
فاز حزب العدالة والتنمية، الذي تم لنشاءه في أغسطس 2001 من قبل أردوغان، بالانتخابات، وحصل على ما يقرب من ثلثي المقاعد (فاز 363 مقعدًا بنسبة 34% من الأصوات). الحزب الوحيد الآخر الذي اجتاز عتبة 10% للحصول على تمثيل في البرلمان كان حزب الشعب الجمهوري الذي جاء في المرتبة الثانية (178 مقعد حصل على 19.38% من الأصوات). أنتجت الانتخابات أول حكومة حزب واحد في تركيا منذ عام 1987 وأول برلمان من حزبين في البلاد منذ عام 1961.
كانت الإسلاموية المعتدلة التي دعا إليها حزب العدالة والتنمية على خلاف مع الحركة العلمانية لجمهورية تركيا.
خلال عمله كرئيس لبلدية إسطنبول، حكم على أردوغان بالسجن لمدة 10 أشهر في عام 1998 لتلاوة قصيدة في سيرت اتهم فيها بالتحريض على التعصب العنصري. حجب عنه  في البداية من السعي للحصول على مقعد في البرلمان، مما يعني أن المؤسس المشارك معه وصديقه عبد الله جول أصبح أول رئيس وزراء لحزب العدالة والتنمية بعد فوزه في الانتخابات. بمساعدة من حزب الشعب الجمهوري، ألغت الحكومة العزل السياسي الذي فرضه أردوغان في عام 2003، وبعد ذلك تمكن من الحصول على مقعد في انتخابات فرعية مثيرة للجدل في مقاطعة سيرت. أصبح أردوغان رئيسًا للوزراء في مارس 2003، حيث تولى عبد الله جول منصبي وزير الخارجية ونائب رئيس الوزراء.

## خلفية
تسبب زلزال إزميت عام 1999 وزلزال دوزجي عام 1999 في وفاة أكثر من 17 الف شخص. في أعقاب الكارثة، تعهدت الحكومة بتنفيذ لوائح بناء أكثر صرامة ووضعت " ضريبة الزلزال " لتعزيز الاستعداد في دولة تقع على خطين جيولوجيين رئيسيين. على الرغم من هذه المبادرات، فإن استجابة الحكومة البطيئة للكارثة ساهمت بشكل كبير في صعود حزب العدالة والتنمية بزعامة  أردوغان إلى السلطة. وعد الحزب باستعادة الشفافية وإعادة بناء الاقتصاد الذي دمره انهيار سوق الأسهم. تلقى الحزب السياسي الذي أشرف على الوزارة المسؤولة عن الإغاثة من الزلزال، وكذلك الأحزاب التي احتفظت بالسلطة لفترة أطول وكان لها سيطرة أكبر على إدارات المدن في المنطقة المتضررة من الزلزال، مزيدًا من اللوم. استفاد حزب العدالة والتنمية حديث النشئة من الأصوات التي خسرتها الأحزاب الحاكمة.
قبل أيام قليلة من مباراة كرة قدم بين نافنربخشة ونادي ملاطية سبور، حل نائب رئيس الوزراء دي مسعود يلماز ضيفًا على قناة تلفزيونية مع كان أتاكلي. خلال حديثهما، أدلى يلماز ببيان: "بإذن الله، سنجعل غلطة سراي البطل هذا العام أيضًا". قبل مباراة ملاطية سبور في مدرجات فنربخشة المغلقة، رفعت لافتة ضخمة كتب عليها "سنراك في صندوق الاقتراع، سيد مسعود".

## المصادقات
أيد مارتن شولتز من الحزب الاشتراكي الديمقراطي الألماني حزب الشعب الجمهوري قبل الانتخابات. قال شولز: "بصفتنا اشتراكيين ديمقراطيين، فإن هدفنا ورغبتنا هو أن يخرج حزب الشعب الجمهوري منتصرًا من الانتخابات ".

## النتائج
انتهى التصويت في 32 مقاطعة شرقية في البلاد في الساعة 15:00. في المحافظات الـ 49 المتبقية، انتهى في الساعة 16:00. بدأ فرز الاصوات مباشرة بعد ذلك. فرضت السلطة الانتخابية تعتيمًا صحفيًا على النتائج حتى تتمكن من التأكد من أن جميع صناديق الاقتراع آمنة، ولكن حتى عندما أصبح واضحًا أن كل صندوق في البلاد قد تم ختمه، رفضت السلطة تغيير موعدها الأصلي وهو الساعة 9 مساءً. مع إعلان النتائج المبكرة بالفعل من قبل وسائل الإعلام الأجنبية، تحول التلفزيون التركي إلى لقطة حية لمقر السلطة الانتخابية حتى تم إلغاء التعتيم في الساعة 7:30 مساءً.
|                                 |                                 |            |        |         |      |
| الحزب                           | الحزب                           | الأصوات    | %      | المقاعد | +/–  |
|                                 | Justice and Development Party   | 10٬808٬229 | 34.28  | 363     | New  |
|                                 | حزب الشعب الجمهوري (تركيا)      | 6٬113٬352  | 19.39  | 178     | +178 |
|                                 | حزب الطريق القويم               | 3٬008٬942  | 9.54   | 0       | –85  |
|                                 | حزب الحركة الوطنية              | 2٬635٬787  | 8.36   | 0       | –129 |
|                                 | حزب الشباب                      | 2٬285٬598  | 7.25   | 0       | New  |
|                                 | Democratic People's Party       | 1٬960٬660  | 6.22   | 0       | New  |
|                                 | حزب الوطن الأم                  | 1٬618٬465  | 5.13   | 0       | –86  |
|                                 | حزب السعادة                     | 785٬489    | 2.49   | 0       | New  |
|                                 | Democratic Left Party           | 384٬009    | 1.22   | 0       | –136 |
|                                 | حزب تركيا الجديدة               | 363٬869    | 1.15   | 0       | New  |
|                                 | حزب الاتحاد الكبير              | 322٬093    | 1.02   | 0       | 0    |
|                                 | Homeland Party                  | 294٬909    | 0.94   | 0       | New  |
|                                 | حزب العمال                      | 159٬843    | 0.51   | 0       | 0    |
|                                 | حزب تركيا المستقلة              | 150٬482    | 0.48   | 0       | New  |
|                                 | Freedom and Solidarity Party    | 106٬023    | 0.34   | 0       | 0    |
|                                 | Liberal Democratic Party ‏       | 89٬331     | 0.28   | 0       | 0    |
|                                 | Nation Party ‏                   | 68٬271     | 0.22   | 0       | 0    |
|                                 | Communist Party of Turkey       | 59٬180     | 0.19   | 0       | New  |
|                                 | المستقلين                       | 314٬251    | 1.00   | 9       | +6   |
| المجموع                         | المجموع                         | 31٬528٬783 | 100.00 | 550     | 0    |
|                                 |                                 |            |        |         |      |
| الأصوات الصحيحة                 | الأصوات الصحيحة                 | 31٬528٬783 | 96.22  |         |      |
| الأصوات الباطلة والفارغة        | الأصوات الباطلة والفارغة        | 1٬239٬378  | 3.78   |         |      |
| مجموع الأصوات                   | مجموع الأصوات                   | 32٬768٬161 | 100.00 |         |      |
| الناخبين المسجلين ومعدل الإقبال | الناخبين المسجلين ومعدل الإقبال | 41٬407٬027 | 79.14  |         |      |
| المصدر: YSK                     |                                 |            |        |         |      |

## ما بعد الانتخابات

### الحكومة الجديدة
على الرغم من أن الانتصار الكاسح لحزب العدالة والتنمية كان واضحًا، إلا أنه لا يمكن تعيين أردوغان رئيسًا للوزراء بسبب إدانته الجنائية الشهيرة، والتي منعته من الترشح للبرلمان. بدلاً من ذلك، أصبح عضو بارز آخر في الحزب هو عبد الله غول رئيسًا للوزراء (حكومة عبد الله غول) وظل في هذا المنصب حتى سمح تعديل دستوري لأردوغان بالترشح لمقعد شاغر في الانتخابات الفرعية في مارس 2003 [الإنجليزية]. ربما يكون تولي حزب العدالة والتنمية السلطة قد ساهم في الازدهار الاقتصادي التركي في العقد الأول من القرن الحادي والعشرين [الإنجليزية].

### استقالات قادة الاحزاب
دفعت النتيجة إلى استقالات شبه فورية للعديد من السياسيين الأتراك البارزين:
- مسعود يلماظ، رئيس الوزراء السابق وزعيم حزب الوطن الأم  الذي خلفه علي طالب أوزدمير.
- تانسو تشيلر، رئيسة الوزراء السابقة وزعيمة حزب الطريق الحقيقي  التي خلفها وزير الداخلية السابق محمد آغار.
- دولت بهجلي، زعيم حزب الحركة القومية والشريك الأصغر في الائتلاف في الحكومة المنتهية ولايتها. ولم تقبل اللجنة المركزية لحزبه استقالته وظل رئيسا للحزب.

كان من المتوقع على نطاق واسع أن يستقيل رئيس الوزراء المنتهية ولايته بولنت أجاويد من منصبه كزعيم لحزب اليسار الديمقراطي، لكنه لم يفعل ذلك إلا في مؤتمر حزبي في عام 2004.